# Karin Mensah
Karin Mensah (sinh năm 1965) là một ca sĩ được đào tạo bài bản đến từ Cape Verde, thể loại ưa thích là nhạc jazz và nhạc truyền thống Tây Phi. Cô là một nhà giáo dục âm nhạc, từng là người sáng lập và giám đốc của Accademia Superiore di Canto (Học viện âm nhạc giáo dục đại học) ở Verona, Ý, kể từ năm 2004.

## Tiểu sử
Karin Mensah sinh ngày 8 tháng 3 năm 1965 tại Dakar, Sénégal.

## Nghề nghiệp
Sau khi hoàn thành việc học, Mensah đã thu âm một số bài hát ở nhiều thể loại khác nhau bao gồm blues, chanson, funk, jazz, Latin và phong cách morna truyền thống của Cape Verde. Một số bản phát hành đầu tiên này bao gồm Morna de Cabo Verde (Azzurra - 2000), La vie en rose... et les plus grandes chansons françaises (Demetra - 2002),
Mensah cũng bắt đầu dạy sinh viên và viết một cuốn sách về hướng dẫn âm nhạc. Cuốn sách đầu tiên của cô có tên là L'rte di Cantare (Nghệ thuật hát) và được xuất bản năm 2001, góp phần giải quyết những khoảng trống trong giáo dục. Năm 2004, cô thành lập và trở thành giám đốc của Accademia Superiore di Canto tại Verona, Ý. Trường có thỏa thuận hợp tác với Học viện Âm nhạc Verona để sinh viên có thể đạt được chứng chỉ giảng dạy. Ngoài các khóa học âm nhạc truyền thống ở nhiều thể loại khác nhau, trường cũng cung cấp công việc với một nhà trị liệu ngôn ngữ để cải thiện từ điển. Mensah nhận ra tầm quan trọng của các loại nghiên cứu liên ngành này bởi vì cô phải vật lộn với việc học ngôn ngữ và kỹ thuật khi cô di cư từ Châu Phi.
Cô từng là thành viên ban giám khảo trong chương trình truyền hình Channel 5 Friends of Maria de Filippi, đây là một chương trình tìm kiếm tài năng ca hát mới. Cô đã tổ chức Liên hoan nhạc Pop ở năm 2012.